# شش (اورگن)
شش (به انگلیسی: Sixes) یک منطقهٔ مسکونی در ایالات متحده آمریکا است که در شهرستان کوری، اورگن واقع شده‌است.